# Amnon

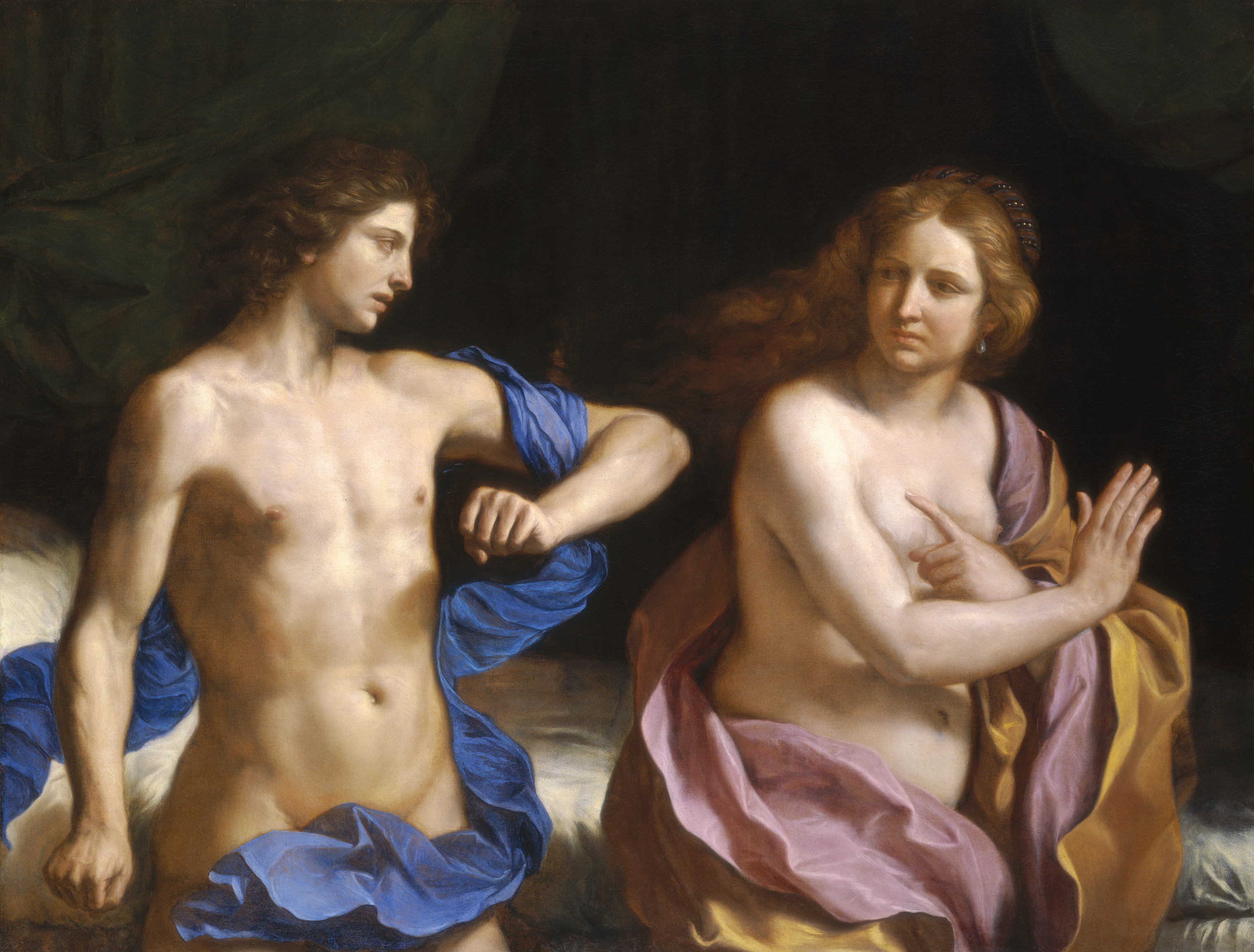
Amnon und Tamar (1649-1650) von Giovanni Francesco Barbieri

Amnon (hebräisch: אַמְנוֹן ’amnôn; deutsch: zuverlässig/treu) war im Alten Testament der Bibel der älteste Sohn des israelitischen Königs David.

## Biblische Erzählung
Er wurde in Hebron als Sohn von David und der aus Jesreel stammenden Frau Ahinoam geboren. Als Erwachsener begann Amnon seine jüngere Schwester Tamar zu begehren (2 Sam 13,1 ), die jedoch zu diesem Zeitpunkt noch Jungfrau war. Die Erzählung berichtet, wie sich Amnon vor Begehren nach Tamar geradezu krank fühlte (13,2 ).
Dies brachte seinen Cousin und Freund Jonadab auf die Idee, Tamar solle Amnon, der vortäuscht krank zu sein, etwas zu essen in sein Haus bringen (13,5 ). Amnon fragt David folgend, ob Tamar ihm nicht zwei Kuchen backen und ihm zu essen geben könnte. Der König stimmt der Bitte zu und schickt Tamar zu Amnons Haus. Hier vergewaltigte nun Amnon seine Schwester, obgleich sie ihm anbot ihn zu heiraten (13,11-14 ), und schickte sie daraufhin fort (13,15 ).
Tamar wurde von ihrem Bruder Abschalom gefunden, und – nachdem diese ihm erzählt hatte, was vorgefallen sei – nahm Abschalom sie bei sich auf (13,20 ). Kurze Zeit später erfuhr David von der Schandtat (geläufige Übersetzung von הַנְּבָלָ֥ה aus 13,12 ) seines Erstgeborenen (13,21 ). Zwei Jahre vergingen, in denen Amnon von Abschalom für seine Tat gehasst wurde. Am Tag einer Schafschur, die in Baal-Hazor, im Stammgebiet von Efraim stattfand, bat Abschalom seinen Vater, dass dieser sowie seine Brüder (oder zumindest Amnon) kommen mögen (13,23-27 ). Bei einem anlässlichen Fest lagerten Amnon, Abschalom und die restlichen Söhne des Königs. Amnon wurde im Verlauf dessen betrunken. Dies nutzte Abschalom aus und gab seinen Männern die Anordnung, Amnon umzubringen. Der Befehl wurde ausgeführt, woraufhin die übrigen Söhne vom Ort des Geschehens flohen (13,28-29 ). Die Tat des Amnon löste eine Kettenreaktion aus, die in einem blutigen Bürgerkrieg gipfelte. (Siehe unter: Abschalom)

## Kontext
Die Geschehnisse um Amnon gehören zur sogenannten Thronfolgegeschichte von 2. Samuel 9–20 und 1. Könige 1–2. Sie stehen im Zusammenhang mit der Prophetie Nathans aus Samuel 12, dass über Davids Haus Gewalt und Unruhen kommen würden.

### Vergewaltigung Tamars

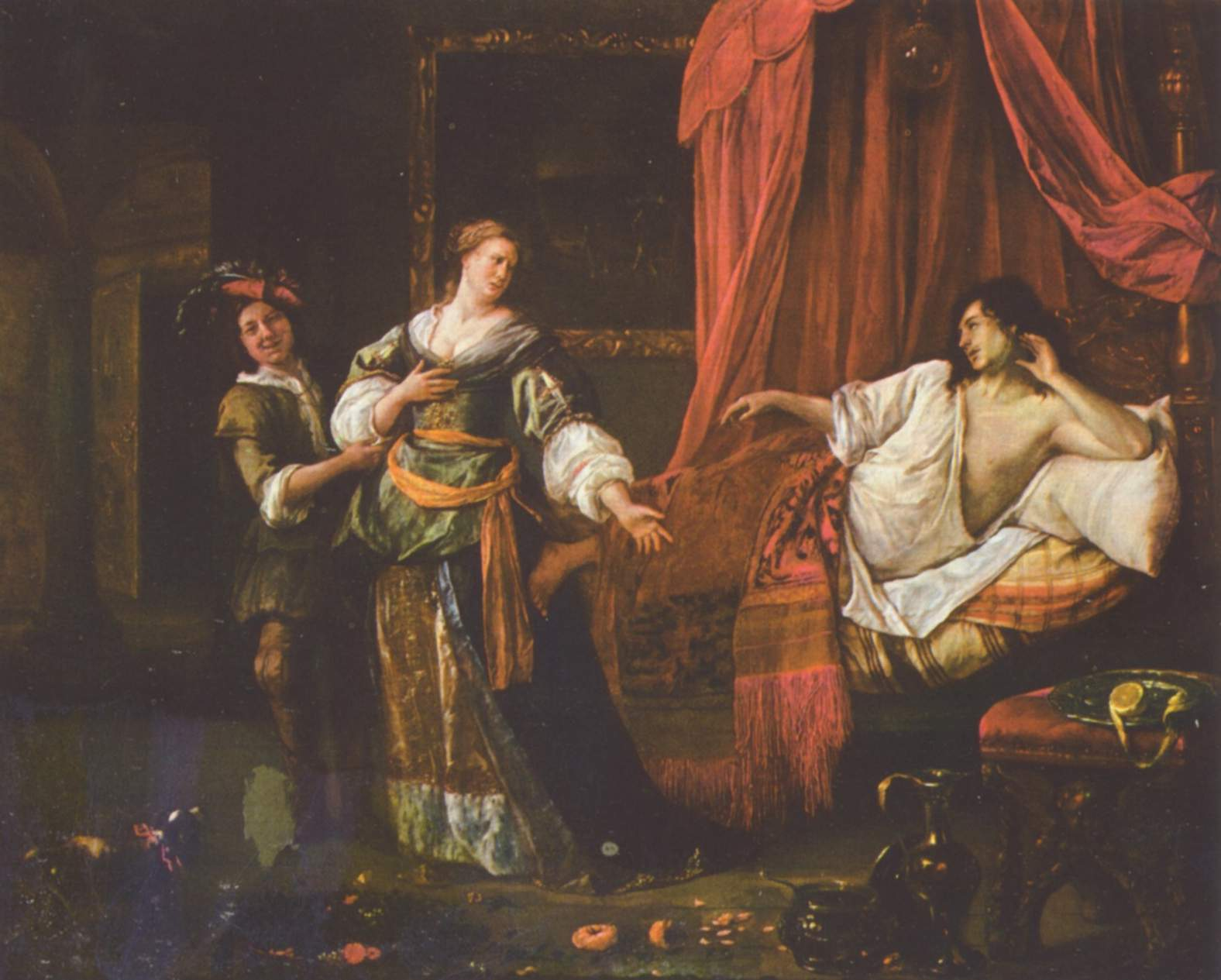
Amnon und Tamar von Jan Steen, Wallraf-Richartz-Museum, Köln

Die Tamar-Erzählung besitzt eine konzentrische Struktur. Es handelt sich bei Tamar um eine Halbschwester Amnons. Sie besitzen denselben Vater, Amnons Mutter ist jedoch Ahinoam (2 Sam 3,2; 1 Chr 3,1) und Tamars Mutter Maacha (2 Sam 13,1; 1 Chr 3,2.9). Sie ist die Schwester Abschaloms, gehört damit zu dessen Haus. Einem Übergriff auf sie, müsste absehbar eine Reaktion durch Abschalom folgen. Dass im Verlauf der Handlung Tamar vorschlägt Amnon zu heiraten, lässt Stefan Fischer schließen, dass das Inzestverbot Levitikus 20,17  später als diese Erzählung zu datieren sei. Gershon Hepner sieht dagegen bei jener Aussage eine Handlung, die eher durch Gott als durch Menschen bestraft wird, wonach am Beispiel von Abraham und Sara nicht zwangsweise von einer rechtlichen Verfolgung auszugehen wäre. Weiterhin deutet er Teile der Erzählung um Tamar als Anspielungen auf eine inzestuöse Beziehung zwischen David und Abigajil.
Der Text schweigt zum bisherigen Verhältnis von Tamars Seite aus. Jonadabs Bezeichnung als re'a beschreibt im royalen Zusammenhang einen offiziellen Berater oder Begleiter eines Königs oder Prinzen. Dieser Begriff wird in der Regel als „Freund“ übersetzt. Um auf die Wünsche („Sexual intercourse and assuagement of his lust/desire“) seines Herren einzugehen, entwirft Jonadab daraufhin den Plan Tamar näherzukommen, Amnon übernimmt diesen lediglich. Ersterer schlägt ebenfalls vor den König einzubeziehen, sodass Tamar wahrscheinlicher dem Wunsch nachkommen würde. Es herrscht in der Forschung jedoch kein Konsens darüber, wie weit Jonadabs Vorstellungen gingen und ob er mit der Vergewaltigung rechnete. Dass dagegen Amnon selbst keine Möglichkeit hat auf Tamar einzuwirken und zwangsläufig den König dafür braucht, schließt Stefan Seiler aus Vers 2b. Mit seiner Beteiligung wird David zu „a possibly innocent agent“ im Plan beider. Während Jonadab nach der Erstellung des Plans nicht weiter eingreift, führt Amnon ihn aus. Heather McKay beschreibt zwei Manipulationstechniken, die dazu führen sollen zu denken, Amnon sei kraftlos und hilfsbedürftig. So impliziert er einerseits beim König, dass nur Tamars Kochkunst ihn dazu bringen könnte in seinem kranken Zustand etwas zu essen. Andererseits schickt er die Anwesenden aus seinem Haus, da „he will be able to eat only if they two are alone together.“
Amnon leidet unter einer „krankhafte[n] Liebe“ in einer negativen Form (Im Hohelied wird die Liebeskrankheit stärker positiv dargestellt). Der Text deutet eine psychosomatische Auswirkung auf Amnon an. Die Fixierung auf Tamar führt bei ihm zu einem Verlust von Freiheit. Seine Liebe schlägt durch ihre Egozentrik folgend in Hass um. Aufgrund seines Leidens willigt Amnon bereitwillig in den Plan Jonadabs ein. Während Amnon zuerst noch an Tamar appelliert, mit ihm zu schlafen – sie dazu jedoch nicht bereit ist – ist die Handlung der Vergewaltigung eine Tamar objektivierende: „er beschlief sie“. Amnon geht damit auch nicht auf den Vorschlag Tamars ein. McKay deutet dies als Zeichen von Ungeduld der Lustbefriedigung. Vor dem Akt leistet Tamar jedoch Widerstand, sodass er sie mit Gewalt überwältigt. Nach der Vergewaltigung schickt er sie (durch einen Sklaven – eine doppelte Verletzung) fort. Dieses Wegschicken wird von Tamar als noch schlimmer betrachtet, da sie nun entehrt und nicht mehr heiratsfähig ist, was einem sozialen Tod gleichkommt. Amnon weigert sich nach Rudman im Nachhinein sie zu heiraten, wozu er nach Dtn 22, 28–29 verpflichtet wäre.
David reagiert auf das Ereignis zornig, unternimmt dennoch nichts. Die Septuaginta und der Qumran-Text erwähnen dies und erklären sein Verhalten mit der Liebe zu Amnon als seinem Erstgeborenen. David Daube hält diese Begründung für möglich.

### Ermordung

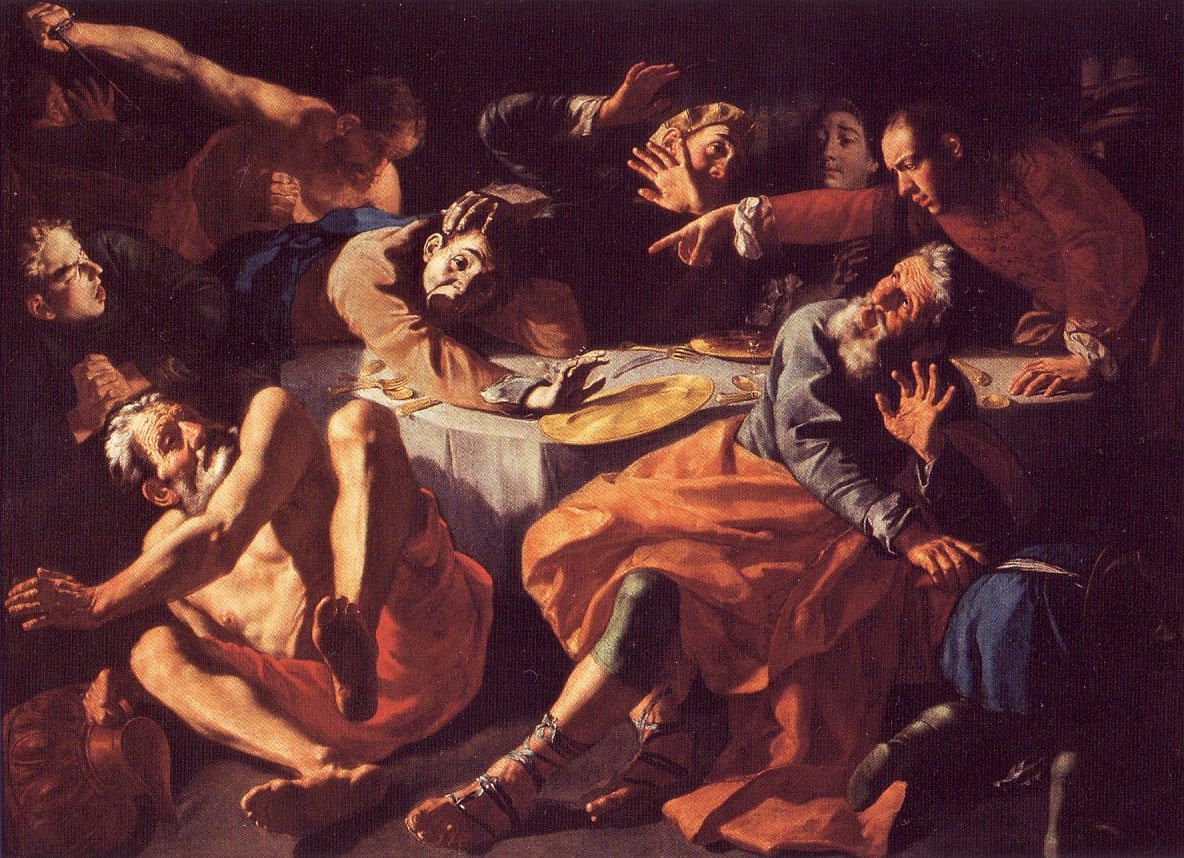
Die Ermordung Amnons beim Gastmahl Absaloms von Gaspare Traversi

Der König selbst lehnt die Einladung zum Fest mit der Begründung ab, dass die Bewirtung der ganzen Familie eine hohe Last für Abschalom sein würde, womit die Ablehnung der Einladung weniger als Beleidigung als eine „expression of paternal care“ zu verstehen ist. Einen Verdacht aufgrund der speziellen Nachfrage zu Amnon bringt David nicht zum Ausdruck. Er agiert eher auffällig bedenkenlos gegenüber seinen Söhnen, wie auch bei der Bitte Amnons um Tamars Pflege. Dass David dagegen nicht ahnungslos oder naiv war, sondern durchaus Vermutungen angestellt hat und den Tod Amnons als Beendigung des Konflikts in Kauf nahm, sieht Daube als wahrscheinlich an.
Abschalom tötet Amnon nicht selbst, sondern lässt ihn von seinen Männern töten, was eine Art von Indirektheit zeigt, die auch an anderen Stellen in der „Absalom saga“ vorkommt. Dabei erzeugt Abschalom eine bewusst große Öffentlichkeit der Tat. Die anderen Söhne fliehen vom Fest, da sie ein Massaker fürchten. Mit der Ermordung Amnons bricht Abschalom mit einem Kodex von Gastfreundschaft, was jedoch nicht direkt bestraft wird. Vielmehr wird dieser als aktive Figur und Rächer der Familienehre dargestellt, sodass der Mord auch unter seinen Begleitumständen für den Autor des Textes eine legitime Handlung zu sein scheint, wenngleich seine Herangehensweise auch Schattenseiten wirft, indem er ebenso hinterhältig und täuschend vorgeht. David trauert in der Folge um seinen Sohn.
Amnon bleibt in der gesamten Erzählung eine durchweg negative Figur. Um an Tamar heranzukommen, täuscht er sowohl seinen Vater als auch Tamar, überwältigt diese mit Gewalt und vergewaltigt sie – ohne auf ihre bittenden und argumentativen Einwände einzugehen. Seine Liebe wandelt sich hinzukommend in Hass um. Stefan Seiler hebt zwei Charakterisierungen durch Tamar hervor, zum einen הַנְּבָלָ֥ה als Handlung, die einen Verstoß gegen die „Lebensordnungen einer Gemeinschaft“ darstellt, zum anderen הַנְּבָלִ֖ים als jemanden, der „sein Ansehen und seine Ehre verloren“ hat. Dominic Rudman erkennt in der Ermordung Amnons mehrere Motive, die bereits bei der Vergewaltigung Tamars eine Rolle spielten, hier wiederkehrend.

## Rezeption
Das Drama wurde sowohl in König David von 1985 als auch in Die Bibel – David von 1997 wiedergegeben. In König David verkörperte der Brite James Coombes Amnon, in Die Bibel – David der ebenfalls aus Großbritannien stammende Filmschauspieler Edward Hall.
Bedeutende bildliche Darstellungen gibt es zum einen als Vergewaltiger Tamars (Giovanni Francesco Barbieri, Gérard de Lairesse), aber ebenso als Opfer der Ermordung durch Abschalom (Matthäus Merian, Gerard Hoet oder James Tissot). Mittelalterliche Abbildungen sind beispielsweise im Queen Mary Psalter oder der Handschrift Ms. Bodl. 270b (Bible moralisée) zu finden und zeigen am häufigsten die Situation mit Tamar.
Eine bedeutsame dramatische Adaption aus der Zeit der spanischen Aufklärung stammt von María Rosa de Gálvez: Amnón. Tragedia original en cinco actos.
Daneben wurde der Vorfall der Vergewaltigung auch in jüngster Zeit lyrisch verarbeitet. So verfassten zum Beispiel Linda Stern Zisquit oder auch Janet Ruth Heller jeweils ein Gedicht unter dem Titel Amnon.